# Anne-Catherine Loisier
Anne-Catherine Loisier, née le 13 mars 1969 à Cayenne
en Guyane est une personnalité politique française. Maire de Saulieu entre 2008 et 2017 et conseillère générale de la Côte-d'Or de 1994 à 2014, elle est élue sénatrice le 28 septembre 2014 et réélue le 27 septembre 2020. 

## Biographie

### Étude et début de carrière
Anne-Catherine Loisier est diplômée de l'Institut d'études politiques de Lyon, d’une maîtrise de science politique et d’un DESS d’Administration locale et Politique des collectivités territoriales. Elle exerce depuis 1995 la profession de gestionnaire de forêts privées, dans le sillage de son père. Elle est présidente de l'Association départementale des communes forestières de Côte d'Or et présidente déléguée de l'Union régionales des associations des communes forestières de Bourgogne et de Franche-Comté (URACOFOR). Anne-Catherine Loisier est devenue en 2001 vice-présidente du Parc Naturel Régional du Morvan, fonction qu’elle a quittée, pour se consacrer pleinement à son nouveau mandat, lors de son entrée au Sénat.

### Carrière politique
En 1994, Anne-Catherine Loisier est élue plus jeune conseillère générale de la Côte-d’Or sur le canton de Saulieu. En 1998, elle est élue conseillère régionale de Bourgogne, mandat qu'elle assumera jusqu'en 2010.
En 2008, l’élue côte-d’orienne prend la tête de la commune de Saulieu, en obtenant 62,82% des suffrages exprimés. Elle préside depuis lors la communauté de communes de Saulieu. Réélue en 2014 avec 700 voix supplémentaires, elle conserve sa fonction communautaire.
Elle est également présidente de l'Association départementale des communes forestières (ADCOFOR) de Côte d'Or et siège également au bureau de la Fédération nationale des communes forestières (FNCOFOR).
Anne-Catherine Loisier est investie deuxième sur la liste du sénateur Alain Houpert aux élections sénatoriales 2014, elle est élue sénatrice de la Côte-d'Or le 28 septembre 2014. Elle est réélue le 27 septembre 2020.  
Elle démissionne de son mandat départemental le 27 octobre 2014, et quitte la vice-présidence après avoir siégé près de 20 ans au sein de l’assemblée du département de la Côte-d’Or.  
Rattachée au groupe de l'Union centriste (anciennement UDI-UC - Union des démocrates et indépendants-Union centriste) au Sénat, elle est membre de la Commission des Affaires économiques.  